# Garrigues (comarca)
Garrigues is een comarca van de Spaanse autonome regio Catalonië. Het is onderdeel van de provincie Lleida. In 2005 telde Garrigues 19.974 inwoners op een oppervlakte van 797,61 km². De hoofdstad van de comarca is les Borges Blanques.

## Gemeenten
| Gemeente            | Inwoners | Gemeente                  | Inwoners |
| ------------------- | -------- | ------------------------- | -------- |
| l'Albagés           | 491      | l'Albi                    | 837      |
| Arbeca              | 2484     | Bellaguarda               | 360      |
| les Borges Blanques | 5519     | Bovera                    | 377      |
| Castelldans         | 991      | Cervià de les Garrigues   | 864      |
| El Cogul            | 220      | l'Espluga Calba           | 448      |
| La Floresta         | 184      | Fulleda                   | 121      |
| La Granadella       | 790      | Granyena de les Garrigues | 170      |
| Juncosa             | 551      | Juneda                    | 3222     |
| Els Omellons        | 260      | La Pobla de Cérvoles      | 250      |
| Puiggròs            | 300      | El Soleràs                | 403      |
| Tarrés              | 116      | Els Torms                 | 193      |
| El Vilosell         | 216      | Vinaixa                   | 607      |